# UFC Fight Night: Dern vs. Rodriguez
UFC Fight Night: Dern vs. Rodriguez（ユーエフシー・ファイトナイト：ダーン・バーサス・ロドリゲス、別名UFC Fight Night 194、UFC on ESPN+ 52）は、アメリカ合衆国の総合格闘技団体「UFC」の大会の一つ。2021年10月9日、ネバダ州ラスベガスのUFC APEXで開催された。

## 大会概要
本大会はマッケンジー・ダーンとマリナ・ロドリゲスの女子ストロー級戦が組まれた。

## 試合結果

### プレリミナリーカード
第1試合 ライト級 5分3R
○  スティーブ・ガルシア vs.  チャーリー・オンティべロス ×
2R 1:51 TKO（パウンド）
第2試合 女子ストロー級 5分3R
○  ルピータ・ゴディネス vs.  シルバーナ・ゴメス・フアレス ×
1R 4:14 腕ひしぎ十字固め
第3試合 フェザー級 5分3R
○  デイモン・ジャクソン vs.  チャールズ・ローザ ×
3R終了 判定3-0（29-28、29-27、30-27）
第4試合 ヘビー級 5分3R
○  アレクサンドル・ロマノフ vs.  ジャレッド・バンデラ ×
2R 4:43 TKO（パウンド）

### メインカード
第5試合 バンタム級 5分3R
○  クリス・グティエレス vs.  フェリペ・コラレス ×
3R終了 判定2-1（28-29、30-27、30-27）
第6試合 女子フライ級 5分3R
○  マリヤ・アガポバ vs.  サビーナ・マゾ ×
3R 0:53 リアネイキドチョーク
第7試合 フライ級 5分3R
○  マテウス・ニコラウ vs.  ティム・エリオット ×
3R終了 判定3-0（29-28、29-28、29-28）
第8試合 174ポンド契約 5分3R
○  ランディ・ブラウン vs.  ジャレッド・グッデン ×
3R終了 判定3-0（30-27、30-27、30-27）
※グッデンの体重超過によりウェルター級から変更。
第9試合 女子ストロー級 5分5R
○  マリナ・ロドリゲス vs.  マッケンジー・ダーン ×
5R終了 判定3-0（49-46、49-46、49-46）

### 各賞
ファイト・オブ・ザ・ナイト：マリナ・ロドリゲス vs. マッケンジー・ダーン
パフォーマンス・オブ・ザ・ナイト：マリヤ・アガポバ、ルピータ・ゴディネス
各選手にはボーナスとして5万ドルが授与された。

### カード変更
負傷などによるカードの変更は以下の通り。